# Михайло Санґушко
Михайло Олександрович Санґушко (пол. Michai Sanguszko, пом. після 1490 / до 1501) — державний діяч Великого князівства Литовського, князь каширський (після 1491 — до 1501). Гедимінович.

## Біографія
Представник каширської гілки знатного княжого роду Санґушків герба «Погоня». Старший син старости володимирського та намісника кременецького, князя Олександра Санґушковича (пом. після 1491 р.). Молодший брат — намісник кременецький, брацлавський та вінницький, маршалок Волинської землі та староста володимирський, князь Андрій Олександрович Санґушко (пом. 1534 р).
У 1481 році князь Михайло Олександрович згадується як свідок на процесі у Вільно. 1490 року купив у братів Колійовичів два села в садибі Дубищі.
Помер наприкінці XV ст. Його вдова Ганна Копач 1501 року отримала підтвердження своїх прав на володіння маєтком Деречин, який дістався їй у спадок від її брата Яцька Копачевича.
1502 року за королівським розпорядженням почався розділ Каширського князівства на дві частини: одна під назвою Несухоїжська, що включала в себе села Грабів, Синів, Березів і Торговище, — дісталася князю Андрію Олександровичу Санґушку, а друга половина, що включала в себе Каширськ із селами Мезове, Річиця, Кругил, Тупали та Городелець — княгині Ганні, вдові князя Михайла Олександровича, та її синові — князю Андрію Михайловичу.

## Сім'я
Був одружений з Ганною Василівною Копач, дочкою Василя Вітольдовича Копача, власника Деречина. Діти:
- Андрій Михайлович Санґушко (пом. 1560) — князь Каширський (1534–1560), староста луцький (1542–1560), справник Київського воєводства (1540–1542), маршалок господарський (1522 — 1542 — 1560)
- Анастасія Михайлівна Санґушко (пом. 1559), дружина князя Семена Богдановича Одинцевича
- Невидана Михайлівна Санґушко (пом. після 1558), дружина маршалка господарського, князя Івана Андрійовича Полубинського (пом. 1556).